# 拉采韋
49°8′27″N 32°42′15″E / 49.14083°N 32.70417°E
拉采韋（烏克蘭語：Рацеве）是位於烏克蘭中部的村莊，由切爾卡瑟州切爾卡瑟區的奇希林市鎮負責管轄。該村處於克列緬丘格水庫畔，面積4.78平方公里，海拔高度76米，人口2,000。